# بيل جينينغز (لاعب كرة قاعدة)
بيل جينينغز (بالإنجليزية: Bill Jennings)‏ هو لاعب كرة قاعدة أمريكي، ولد في 28 سبتمبر 1925 في سانت لويس في الولايات المتحدة، وتوفي بنفس المكان في 20 أكتوبر 2010.